# Takatsuki
Takatsuki (高槻市 Takatsuki-shi?) es una ciudad localizada en la prefectura de Osaka, Japón. En julio de 2019 tenía una población estimada de 348.369 habitantes y una densidad de población de 3.309 personas por km². Su área total es de 105,29 km².
La ciudad fue fundada el 1 de enero de 1943.

## Geografía

### Localidades circundantes
- Prefectura de Osaka
  - Hirakata
  - Ibaraki
  - Neyagawa
  - Settsu
  - Shimamoto
- Prefectura de Kioto
  - Kameoka
  - Kioto

## Demografía
Según datos del censo japonés, la población de Takatsuki ha disminuido en los últimos años.
| Año del censo | Población |
| ------------- | --------- |
| 1995          | 362.270   |
| 2000          | 357.438   |
| 2005          | 351.826   |
| 2010          | 357.359   |
| 2015          | 351.829   |